# Ognon (Oise)
Ognon korábbi község Franciaországban, Oise megyében. Lakosainak száma 159 fő (2018. január 1.). Ognon Villers-Saint-Frambourg, Barbery, Brasseuse és Chamant községekkel határos.
2019. január 1-jén Villers-Saint-Frambourg korábbi községgel egyesült és az így létrejött Villers-Saint-Frambourg-Ognon új község része lett..

## Népesség
A település népességének változása:
| Lakosok száma | 149  | 156  | 162  | 158  | 159  |
|               | 2013 | 2015 | 2016 | 2017 | 2018 |